# كوملة (إيران)
كوملة (بالفارسية: کومله) هي منطقة سكنية تقع في إيران في Kumeleh District. يقدر عدد سكانها بـ 5,703 نسمة .